# Tsunejirō Tomita
Tsunejirō Tomita (富田常次郎?, Tomita Tsunejirō; 28 febbraio 1865 – 13 gennaio 1937) è stato un judoka giapponese.
È stato il primo allievo di Kanō Jigorō, il fondatore del Judo.

## Biografia
Tomita era originario della penisola di Izu, nella prefettura di Shizuokain, e in realtà non nacque con questo nome, ma lo cambiò da Yamada a Tomita quando venne adottato.
Fu il primo allievo di Jigorō Kanō e il suo nome appare nella prima riga del libro delle iscrizioni del Kōdōkan. Viene ricordato anche perché, assieme a Shirō Saigō, divenne il primo shodan (cintura nera primo dan) di Judo e in generale di tutte le arti marziali, perché il sistema di gradazione fu introdotto proprio da Kano nel 1883.
Il Kodokan schierò Tomita nel leggendario scontro con l'accademia di polizia di Tokyo, che utilizzava tecniche di jujutsu, svoltosi nel 1886. Dal 1904 a 1910 fu negli Stati Uniti d'America e dopo la morte gli venne assegnato il settimo dan postumo.
Il figlio di Tomita, Tsuneo ( 富田常雄 ) (1904-1967), è stato un famoso scrittore del suo tempo, conosciuto per i suoi romanzi sul judo Sugata Sanshirō (1942) e Yawara (1964-1965). Akira Kurosawa ha diretto il film Sugata Sanshirō, che si basa sull'omonimo romanzo di Tomita.